# تاکئو میراتسو
تاکئو میراتسو (انگلیسی: Takeo Miratsu; ۱۵ فوریهٔ ۱۹۶۰ – ۵ سپتامبر ۲۰۰۶) مهندس اهل ژاپن بود. وی بین سال‌های ۱۹۹۰ تا ۲۰۰۲ میلادی فعالیت می‌کرد.